# Otaczarka
Otaczarka to maszyna drogowa służąca do produkcji masy bitumicznej. Nazwa pochodzi od procesu zachodzącego w maszynie - otaczanie składników mineralnych (kruszywa) spoiwem bitumicznym (poprzez mieszanie).